# 习近平崇拜

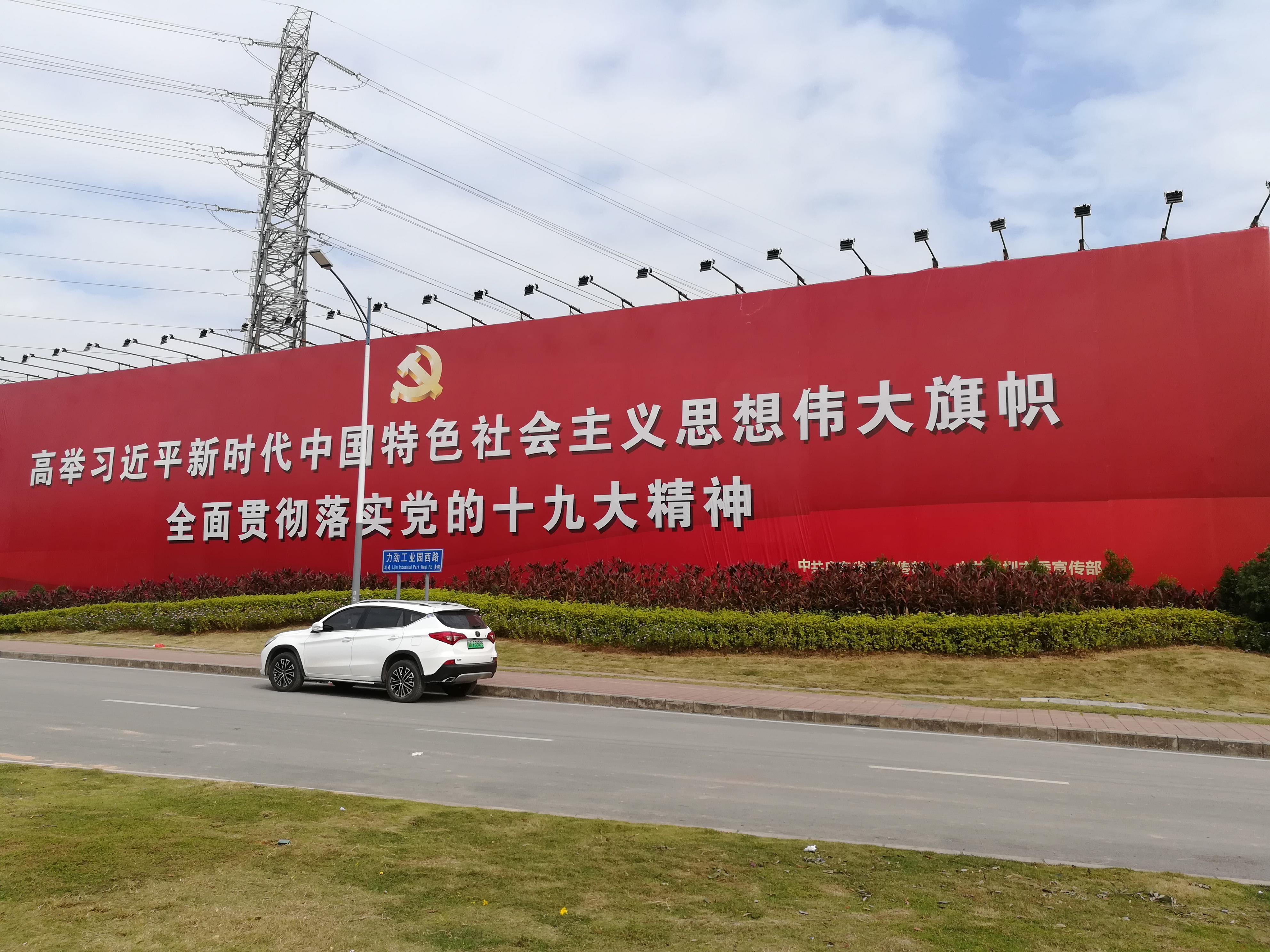
广东省深圳市龙华区一道路放置习近平新时代中国特色社会主义思想宣传标语

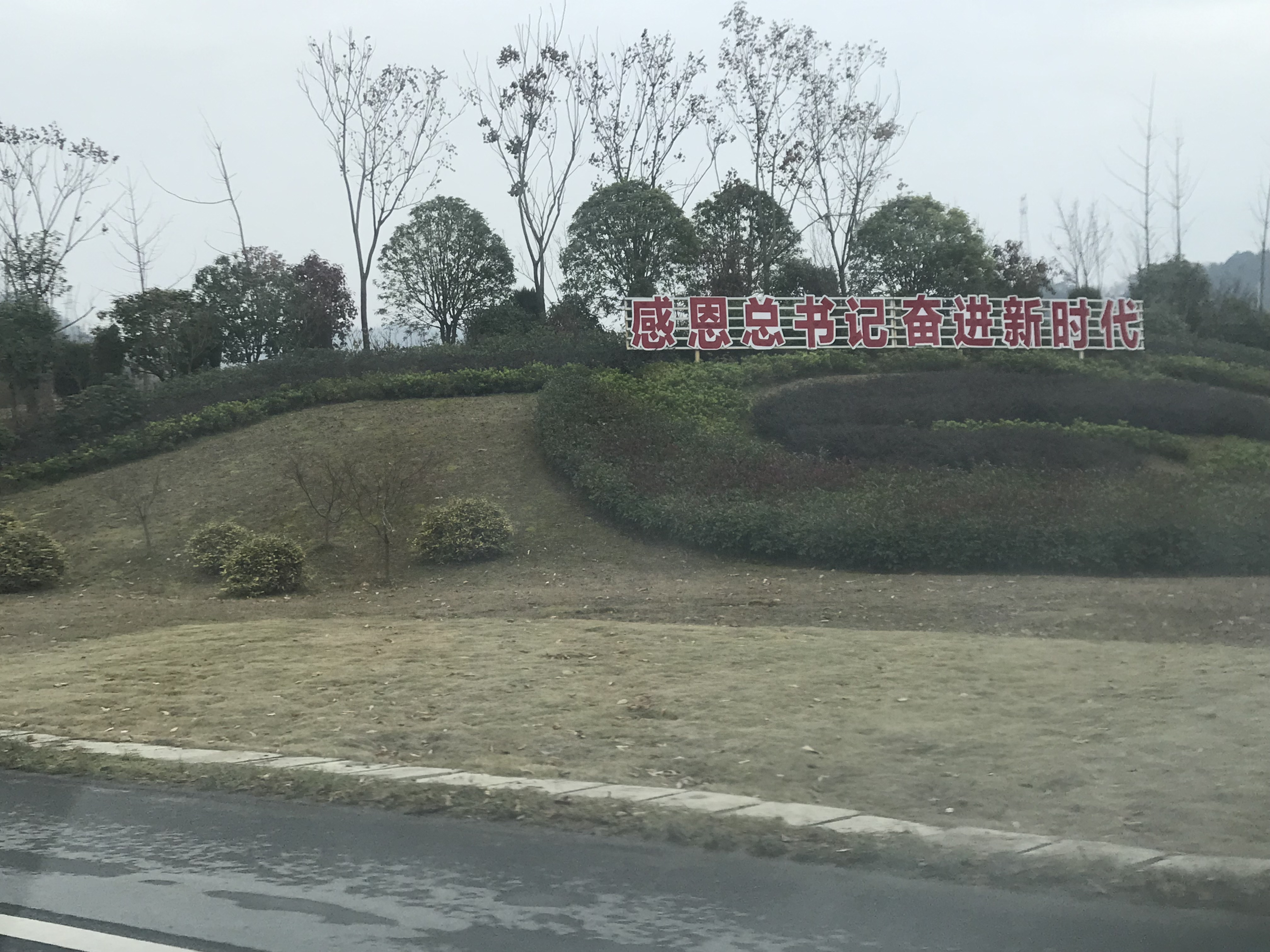
浙江省杭州市淳安县内悬挂由时任县委书记黄海峰所作标语：「感恩总书记 奋进新时代」，以纪念习近平于中共十九大后寄给县内下姜村的首日封

习近平崇拜是指习近平自2012年11月出任中共中央总书记，成为最高领导人后，围绕着他的个人崇拜和政治宣传等现象，類似於毛澤東崇拜。

## 发展
习近平在2012年11月召开的中共十八届一中全会上当选中共中央总书记和中央军委主席，成为第五代最高领导人。自此，中华人民共和国越来越多书籍、漫画、流行曲、甚至舞台剧宣传要效忠“以习近平同志为核心的党中央”。四川彝族脫貧村也掛起了習近平像。美聯社認為，個人崇拜自毛澤東時代以來有所抬頭。
2017年10月召开的中共十九大，通过将以习近平命名的“习近平新时代中国特色社会主义思想”写入《中国共产党章程》。在2018年3月召开的十三届全国人大第一次会议上通过的《宪法修正案》，再将习近平新时代中国特色社会主义思想写入《中华人民共和国宪法》。根据中国中央电视台的报道，有全国人大代表为习近平再次当选领导人喜极而泣。中共中央政治局会议称呼习近平为“领袖”，在中华人民共和国历史上只有毛泽东和华国锋曾经被官方称为领袖。
黔西南布依族苗族自治州在中共十九大後大力宣传“伟大领袖习近平总书记”，当地官方会议、办公场所、学校教室及民众家中都开始悬挂有“伟大领袖习近平总书记”字样的标准画像，引起了境内外关注。自2017年11月10日，中共黔西南州委机关报《黔西南日报》连续多日在头版或用特刊颂扬习近平，用几乎全版刊登习近平的一幅标准像，下面写上“伟大领袖习近平总书记”。但在几天后，中国各地政府及媒体网站均撤下“伟大领袖习近平总书记”字样。
在2017年，有报告指江西省人民政府告知基督徒要他们将悬挂的耶稣照片换成习近平的肖像。自2017年10月，越来越多中国大陸高校将《习近平新时代中国特色社会主义思想》纳入大学课程的核心部分，是《毛泽东思想》之后有另一位领导人的指导思想可以达到如此高的重视程度。有曾经被关入新疆再教育营的维吾尔族人士透露称，他们在营内被强迫要感谢中国共产党的恩惠，和祝愿习近平“万岁”。 2017年10月，习近平在中国共产党第十九次全国代表大会上效仿文革用语“四个伟大”，但内容换成了“伟大斗争、伟大工程、伟大事业、伟大梦想”。
2018年7月，中共中央政治局常委、全国人大常委会委员长栗战书公开发表习近平是“全党的核心领航掌舵”、“一錘定音、定於一尊”，要全党维护核心的权威。2018年10月，湖南卫视开始播放名为“新时代学习大会”的节目，宣传习近平的个人形象及其指导思想。
2019年1月，阿里巴巴集团开发了一款名为“学习强国”的移动应用程序，方便智能手机使用者学习关于习近平的言论和观看关于习近平的新闻。该应用发布后2个月，已经有超过7300万的下载量。而在官方媒体工作的中国记者，都必须通过学习强国平台手机用户端的培训考试，通过后才能申领新版记者证。考试内容包括习近平新时代中国特色社会主义思想、“习近平总书记关于宣传思想工作的重要讲话”、马克思主义新闻观、新闻伦理与政策法规以及新闻采编业务。考試采取闭卷方式；考试不合格的，只能补考一次。2019年8月25日，《人民日報》頭版頭條刊發文章《人民領袖愛人民》，以「領袖」一詞稱呼習近平，記述其甘肅之行。文中提到有人見到習近平後激動落淚，期間有民眾更高呼「總書記萬歲」。2019年12月26至27日中共中央政治局召开《不忘初心、牢记使命》主题民主生活会，會後新華社報導時用「人民領袖」來形容習近平。
2020年1月10日，中共中央党校校刊《学习时报》刊登习近平在福州2017年6月3日採訪習近平在福建任職時的部下林彬(时任中共福州市长乐市委书记）的文章，林彬認為習近平有「平民情怀、贵族气质」。11月17日，新华社发表题为“习近平：新时代的领路人”的文章，美國之音認為這是把习近平的个人崇拜再推上一个新台阶。
2021年6月27日，新华社发布《中国共产党一百年大事记（1921年7月—2021年6月）》 （页面存档备份，存于），呈现「详近略远」的布局。中共五位领导人毛泽东、邓小平、江泽民、胡锦涛、习近平的名字分别出现138次、75次、40次、32次、184次。习近平的名字出现次数（184次）比毛泽东多（138次），也比邓小平、江泽民、胡锦涛三人出现次数之和（147次）还要多。
2022年4月17日，中共广西壮族自治区代表投票确定了广西出席中共二十大的代表，其中习近平以全票当选。会议公报使用了 “永远拥戴领袖、捍卫领袖、追随领袖” 的用语。随后广西当局大量印发关于习近平思想的“红宝书”《习近平新时代中国特色社会主义思想“大家学”》，供党政官员、企业员工、学生、农民等阅读。
2022年7月14日，央视网特别介绍《人民领袖习近平》专栏推出的特稿《这十年》，强调习近平“大国领袖的魅力”。香港《明报》同月报道，习近平将会在中共二十大后再次被推举为中共最高领导人，同时被正式冠以“人民领袖”的称号，习近平将成为继“伟大领袖”毛泽东和“英明领袖”华国锋之後，第三位被官方称为领袖的最高领导人。中共喉舌将会为习近平宣传“一个国家、一个政党、一个领袖至关重要”，习近平会终身保持最高的政治影响力。
2022年10月召开的中共二十大，通过将“两个维护”写入《中国共产党章程》，又在党章中将习近平新时代中国特色社会主义思想定位为“当代中国马克思主义、二十一世纪马克思主义，是中华文化和中国精神的时代精华”。
2023年4月10日，中共中央通令全國學習新出版的《習近平著作選讀》第1、2卷，要求各高校把這本著作作為「師生理論學習教材」，推動習近平思想「進教材、進課堂、進頭腦」。5月1日，民运人士王丹在脸书发文，并贴出「中共一大纪念馆」展出「习近平端详过的茶杯」照片，直言「中共的个人崇拜已经达到疯狂的巅峰」。
2023年8月28日，中共中央宣傳部和中國教育部公布了《習近平新時代中國特色社會主義思想概論》，由高等教育出版社與人民出版社聯合出版，與《毛澤東思想和中國特色社會主義理論體系概論》一同成為中國高校政治課的指定教材。
2023年10月24日，第十四届全国人大常委会通过《中华人民共和国爱国主义教育法》，进一步加强对青年和学生的爱国主义教育，美国之音分析认为中共通过强化爱国主义教育进一步强化对习近平的个人崇拜和确保习近平长期执政。
2024年7月31日，香港教育局宣佈，香港初中公民與社會發展科將於2024年9月新學年全面推行，教育局向全港中學發通告公布相關課程指引，其中要求教師向中三學生講解習近平思想。在香港官方公布的教材及工作紙中，相關教材及工作紙引用了中共中央總書記習近平的「七一講話」，並要求學生回答「四個必須」及「四點希望」。

## 批评
持反共立场的中國共產黨黨史學者高文謙曾表示习近平搞的个人崇拜是文革2.0的手法。
悉尼科技大学国际研究学院中国学副教授冯崇义表示：「习近平上台以来已经在许多方面给中国造成了数不胜数的灾难，但最具有根本性的灾难是2012年习近平上台的时候，中国国内中共独裁维稳体制跟民间的维权运动僵持不下，那本来是推行宪政民主的绝佳时机，是双方通过博弈谈判妥协建立宪政制度安排的千载难逢的好时机，但习近平倒行逆施使中国错过了难得的好时机。」他亦指出：「习近平的个人独裁和个人崇拜的恶果不是将来的问题，而是恶果已经发生，已经是现实。当时大家都在猜测习近平究竟是往右还是往左，都在争论不休，但大家万万没想到，他既不往左也不往右，他掉头往后。他把当时面临宪政转型契机的中国的国运打碎，他要把中国从后集权社会面临宪政转型的时机给炸烂，扭头向极权社会走。极权社会就是一党专政加领袖独裁。」並指「为了个人独裁，习近平不惜在中共党内定规矩，其中包括“定于一尊”，不准“妄议中央”，而且这种规定也出现在官方媒体和文件中，习近平以此来掌控从最高到最基层组织，把已经初具雏形的中国公民社会彻底灭掉，使中国再次错失走上现代文明之路的机会。」
中共一大紀念館公開展出習近平端詳過的茶杯，介紹該展品為「習近平總書記瞻仰中共一大會址時端詳過的茶杯」，中國民運人士王丹批評中共的個人崇拜已經達到瘋狂的巔峰，甚至比文革時的毛澤東崇拜更甚。